# Número de Poulet
En matemáticas, específicamente en teoría de números, un número n, se denomina fermatiano o de Poulet si cumple la congruencia:
{\displaystyle 2^{n-1}\equiv 1\mod n}
Un ejemplo de estos números son todos los primos impares, los números de Fermat, los números de Mersenne, los números de Carmichael y los cuadrados de Wieferich. Se debe tener en cuenta que los números fermatianos no necesariamente son primos, más aún, se ha demostrado que existen infinitos números fermatianos que son compuestos.
Los 10 primeros números fermatianos son:
| Número fermatiano | Factorización        |
| ----------------- | -------------------- |
| 341               | 11,31                |
| 561               | número de Carmichael |
| 645               | 3,5,43               |
| 1105              | número de Carmichael |
| 1387              | 19,73                |
| 1729              | número de Carmichael |
| 1905              | 3,5,127              |
| 2047              | número de Mersenne   |
| 2465              | número de Carmichael |
| 2703              | 37,73                |